# Marc Jacquet
 (février 2025).
La mise en forme du texte ne suit pas les recommandations de Wikipédia : il faut le « wikifier ».
Les points d'amélioration suivants sont les cas les plus fréquents. Le détail des points à revoir est peut-être précisé sur la page de discussion.
- Les titres sont pré-formatés par le logiciel. Ils ne sont ni en capitales, ni en gras.
- Le texte ne doit pas être écrit en capitales (les noms de famille non plus), ni en gras, ni en italique, ni en « petit »…
- Le gras n'est utilisé que pour surligner le titre de l'article dans l'introduction, une seule fois.
- L'italique est rarement utilisé : mots en langue étrangère, titres d'œuvres, noms de bateaux, etc.
- Les citations ne sont pas en italique mais en corps de texte normal. Elles sont entourées par des guillemets français : « et ».
- Les listes à puces sont à éviter, des paragraphes rédigés étant largement préférés. Les tableaux sont à réserver à la présentation de données structurées (résultats, etc.).
- Les appels de note de bas de page (petits chiffres en exposant, introduits par l'outil «  Source ») sont à placer entre la fin de phrase et le point final[comme ça].
- Les liens internes (vers d'autres articles de Wikipédia) sont à choisir avec parcimonie. Créez des liens vers des articles approfondissant le sujet. Les termes génériques sans rapport avec le sujet sont à éviter, ainsi que les répétitions de liens vers un même terme.
- Les liens externes sont à placer uniquement dans une section « Liens externes », à la fin de l'article. Ces liens sont à choisir avec parcimonie suivant les règles définies. Si un lien sert de source à l'article, son insertion dans le texte est à faire par les notes de bas de page.
- La présentation des références doit suivre les conventions bibliographiques. Il est recommandé d'utiliser les modèles {{Ouvrage}}, {{Chapitre}}, {{Article}}, {{Lien web}} et/ou {{Bibliographie}}. Le mode d'édition visuel peut mettre en forme automatiquement les références.
- Insérer une infobox (cadre d'informations à droite) n'est pas obligatoire pour parachever la mise en page.

Pour une aide détaillée, merci de consulter Aide:Wikification.
Si vous pensez que ces points ont été résolus, vous pouvez retirer ce bandeau et améliorer la mise en forme d'un autre article.
Pour les articles homonymes, voir Jacquet.
Marc Jacquet est un homme politique et industriel français, né le 17 février 1913 à Mercy-le-Bas (Meurthe-et-Moselle) et mort le 18 avril 1983 à Paris.

## Biographie
Il étudie le droit aux universités de Paris et de Kiel et obtient le doctorat en droit. En 1938, Marc Jacquet effectue son service militaire dans l'armée de l'Air à la 54e escadre aérienne et suit la filière des élèves officiers où il en sort avec le grade de sous-lieutenant. Mobilisé, il est rapidement promu lieutenant et affecté au groupe de bombardement de la 38e escadre aérienne où il est nommé chef du Deuxième bureau de son unité. Démobilisé en août 1940, il est nommé adjoint du lieutenant-colonel Alfred Heurtaux, chef de cabinet du général d'aviation Jean d'Harcourt, le secrétaire général à la Famille et à la Jeunesse. Ancien as de l'aviation durant la Première Guerre mondiale et futur compagnon de la Libération, Alfred Heurtaux, qui occupe la fonction de vice-président de la Légion française des combattants, propose à Marc Jacquet de faire partie du réseau de résistance « Hector » dont il est en train de jeter les bases. En novembre, Jacquet accepte de suivre son patron à Paris qui, sous couvert de la Légion, a décidé de développer son réseau de renseignements en zone occupée. Sous le pseudonyme de « capitaine Vauthier », Marc Jacquet, durant un an, va effectuer de nombreuses missions dans le domaine du renseignement et du recrutement. Ses activités au sein du réseau Hector cessent en novembre 1941, à la suite de l'arrestation d'Alfred Heurtaux et de plusieurs membres de son organisation. En juillet 1945, Alfred Heurtaux attestera de la participation de Marc Jacquet à son organisation : « Je soussigné colonel Alfred Heurtaux, compagnon de la Libération, certifie que monsieur Marc Jacquet-Vauthier a été mon adjoint direct du 28 septembre 1940 à novembre 1941 dans l'organisation de résistance et de renseignements dont j'étais le chef. Il m'a apporté pendant cette période son concours total et désintéressé, encourant les risques les plus graves avec la plus grande bonne humeur et le courage le plus clairvoyant. Après mon arrestation, il a tenté de sauver le réseau et, recherché par la police allemande, a continué en Afrique du Nord aux côtés de monsieur Henri d'Astier de La Vigerie, compagnon de la Libération, le travail commencé à Paris ».
Aidé par son ami Alfred Pose, directeur général de la Banque nationale pour le commerce et l'industrie (BNCI) (qui deviendra la BNP en 1966) avec qui il a travaillé avant la guerre, Marc Jacquet passe en Afrique du Nord à la fin du mois de décembre 1941. Pose le nomme directeur des Services économiques de sa filiale, la BNCI-Afrique, qui est la banque la plus importante de toute l'Afrique française. À Alger, où il occupe un studio à la résidence Algéria située boulevard Saint-Saëns, il fait la connaissance d'Henri d'Astier de La Vigerie qui l'informe de l'action qu'il mène avec quatre de ses amis (Jacques Lemaigre-Dubreuil, Alphonse Van Hecke, Jacques Tarbé de Saint-Hardouin et Jean Rigault) pour préparer, en liaison avec les Américains, un débarquement allié en Afrique du Nord. À la fin du mois d'octobre 1942, Marc Jacquet avertit Alfred Pose par télégramme que le débarquement est sur le point de se réaliser et il l'invite à le rejoindre rapidement. Pose arrive à Casablanca le 6 novembre. C'est le lendemain à minuit qu'Henri d'Astier de La Vigerie, à la tête de 400 jeunes patriotes et secondé par José Aboulker, déclenche l'opération destinée à neutraliser les points stratégiques de la ville d'Alger afin de faciliter le débarquement des troupes alliées. Marc Jacquet fait partie du groupe de résistants chargés d'occuper la radio d'Alger. Du point de vue militaire le débarquement est un succès. Henri d'Astier et ses amis avaient prévu de placer le général Giraud à la tête de l'Afrique du Nord mais, à la suite de circonstances inattendues, les Américains donnent le pouvoir à l'amiral Darlan, chef des armées françaises et successeur désigné du maréchal Pétain. Marc Jacquet ne se satisfait pas de la tournure politique prise par les évènements : « Le 8 novembre 1942,quand les évènements ont débuté j'avais l'assurance que le général Giraud allait prendre le pouvoir, mais dès le 12 novembre il a fallu me rendre à l'évidence qu'il ne prendrait pas le pouvoir politique qui se trouvait dans les mains de l'amiral Darlan ». Ce jour-là, il fait part de son indignation à Henri d'Astier de La Vigerie : « Je me tourne vers l'homme que je connaissais le mieux et que je savais être, lui, aussi, monarchiste, dont j'avais admiré la technique sur le plan du coup d’État, d'Astier de La Vigerie, et je lui demande ce qu'il pense de cette affaire (Conversation du 12 novembre). Or, à ce moment-là, d'Astier est l'homme auquel tous les gens qui n'admettaient pas Darlan, en particulier tous les jeunes des troupes de choc de la nuit du 7 au 8 novembre, viennent demander, ou de redescendre dans la rue, ou de faire assassiner Darlan ».
L'idée de faire appel au comte de Paris pour remplacer l'amiral Darlan émerge de leur conversation. Henri d'Astier de La Vigerie a des convictions monarchistes très ancrées et il entretient des relations avec le comte de Paris avec qui il nourrit l'idée d'une restauration. Marc Jacquet a, quant à lui, une conception républicaine de la monarchie et son objectif est plutôt de faire du prétendant au trône de France un chef d’État. Il se trouve qu'Alfred Pose, son patron, connaît bien le comte de Paris qu'il a rencontré à plusieurs reprises depuis le mois d'octobre 1941. Le 16 novembre, Marc Jacquet adresse une lettre à Henri d'Astier qui résume leur projet royaliste, lettre qui sera saisie au domicile de ce dernier le 10 janvier 1943 par le juge Voituriez chargé d'instruire l'affaire de l'assassinat de Darlan. Dans cette lettre, Jacquet compte sur Henri d'Astier pour mener à bien leur projet qui passe notamment par l'élimination de Darlan : « Il vous faut donc, cher Monsieur, décider le Prince [...]. Il vous faut également éliminer le facteur Darlan -- vous savez ce que j'entends par là --, mais avec la plus grande prudence et en choisissant exactement l'heure -- ne mettre aucun cadavre entre vous et le Prince ». Dans ses Mémoires, le comte de Paris raconte que Marc Jacquet, le 20 novembre, est venu le voir de la part d'Alfred Pose pour lui demander d'accepter de prendre le pouvoir en Afrique du Nord à la place de Darlan : « Jacquet me demandait donc, au nom d'Alfred Pose et des présidents des trois conseils généraux, si j'acceptais de constituer un gouvernement en vue de rassembler les Français, ceux de la France Libre et ceux d'Afrique du Nord, dans une action commune pour libérer le pays envahi. [...] On attendait de me voir démettre l'amiral de ses fonctions usurpées et de me faire investir ensuite à sa place [...] ».
Le comte de Paris accepte la proposition qui lui est faite d'écarter Darlan à son profit. Dès lors, Henri d'Astier et Alfred Pose qui occupent les postes ministériels de la police et de l'économie dans le gouvernement de Darlan, entrent en action et entraînent dans le complot leurs principaux collaborateurs. Au bout d'un mois, devant l'impossibilité d'écarter légalement Darlan du pouvoir, Henri d'Astier charge Fernand Bonnier de la Chapelle, son agent de liaison, d'exécuter Darlan qui est tué le 24 décembre. Les détails du rôle de Marc Jacquet dans cet épisode de la guerre sont clairement énoncés dans l'ouvrage de Geoffroy d'Astier de La Vigerie.
Finalement le comte de Paris ne parvient pas à prendre le pouvoir et le complot monarchiste est mis à jour par le juge d'instruction Voituriez chargé de l'enquête : Henri d'Astier de La Vigerie, Alfred Pose et Marc Jacquet sont reconnus coupables d'avoir organisé un complot « dans le but de changer de gouvernement, complot qui a été suivi d'un acte destiné à en préparer l'exécution, à savoir : l'assassinat de l'amiral Darlan, chef du gouvernement légalement établi ».
Pour échapper à la justice Marc Jacquet s'enfuit en reprenant son pseudonyme de Marc Vauthier. C'est à ce moment-là qu'Antoine Argoud fait sa connaissance en Algérie (citations extraites de son livre La décadence, l'imposture et la tragédie - éditions Fayard) : Argoud est alors capitaine au 3e RCA stationné près de Mostaganem. Le lieutenant-colonel commandant le 3e RCA lui présente un capitaine de réserve : « Il répondait au nom de Marc Vauthier. D'où venait-il exactement ? Beau parleur, intelligent, très sociable, il racontait ses campagnes à qui voulait l'entendre ».
Il prétendait avoir été reçu à l’École polytechnique mais avoir renoncé à y entrer. Argoud, polytechnicien, et les autres officiers ont progressivement des doutes : « Il ignorait les rudiments de mathématique indispensables à un candidat au baccalauréat première partie. Nous en vînmes ainsi à douter de l'authenticité de ses autres faits d'armes. Mais, étant donné les circonstances, nous respectâmes son incognito. En fait nous apprîmes plus tard qu'il aurait de près ou de loin trempé dans un des complots montés contre Darlan, et qu'après l’assassinat de ce dernier on aurait jugé bon, en haut lieu, de le faire changer d'air et... d'identité ».
Le lieutenant-colonel « qui était sensible aux pressions politiques [] confia au capitaine Vauthier, malgré les doutes qui pesaient sur sa compétence » le commandement du 1er escadron.
« C'est à la tête de son escadron qu'il débarqua le 15 août 1944 à Saint-Tropez. Mais, l'attendait sur la plage la prévôté de la division. Elle s'assura de sa personne et le rembarqua aussitôt ».
« Nous ne le revîmes jamais au régiment. Lorsque je le retrouvai neuf ans plus tard, il portait son vrai nom, il était député de Barbizon et secrétaire d’État aux États associés ! »
Ce témoignage d'Argoud est en accord avec ce qu'expose Pierre Ordioni dans un livre Le secret de Darlan dans lequel Marc Jacquet est mentionné 40 fois). Pierre Ordioni confirme l'arrestation : « La prévôté aux Armées venait de l'identifier sous le nom de Vauthier et le déguisement de capitaine de cavalerie, l'avait arrêté et ramené « illico » à Alger. Rien n'avait donc servi à ce « futur parlementaire très connu » de mettre la mer entre le théâtre de ses exploits et lui ».
L'article nécrologique paru dans le journal Le monde, le 20 avril 1983, mentionne aussi que Marc Jacquet, à Alger en 1942 « joua un rôle dans la tentative de restauration du comte de Paris après le débarquement américain ». Cette même nécrologie ne mentionne aucune action de résistance dans le réseau Hector.
Délégué agricole du mouvement gaulliste, il est élu député Rassemblement du peuple français (RPF) de Seine-et-Marne de 1951 à 1955. Il se défend d’être à l’origine des fuites sur les communications des généraux Ely et Salan qui ont paru dans l'Express. Battu en 1956, il oriente ses activités vers l’industrie du bâtiment. Il avait également été membre, dès 1952, de l'Assemblée commune de la Communauté européenne du charbon et de l'acier.
Sous la Ve République, il est élu député (UNR) de la première circonscription de Seine-et-Marne en 1958 et est réélu jusqu’à sa défaite en 1973. Il exerce au Palais Bourbon la fonction de rapporteur général du budget à l'Assemblée nationale. Il devient président du groupe Union pour la défense de la République 'UDR) en 1969 et dirige ce groupe jusqu’en 1973. C'est lui qui annonce à ses compagnons le décès du général de Gaulle en ces termes : « Mes enfants, le père est mort ! ». En 1977, il devient sénateur et préside le groupe Rassemblement pour la République (RPR) de la Haute Assemblée de 1978 à 1981. Il est enfin maire de Barbizon de 1953 à 1971 puis de Melun de 1971 à sa mort en 1983.

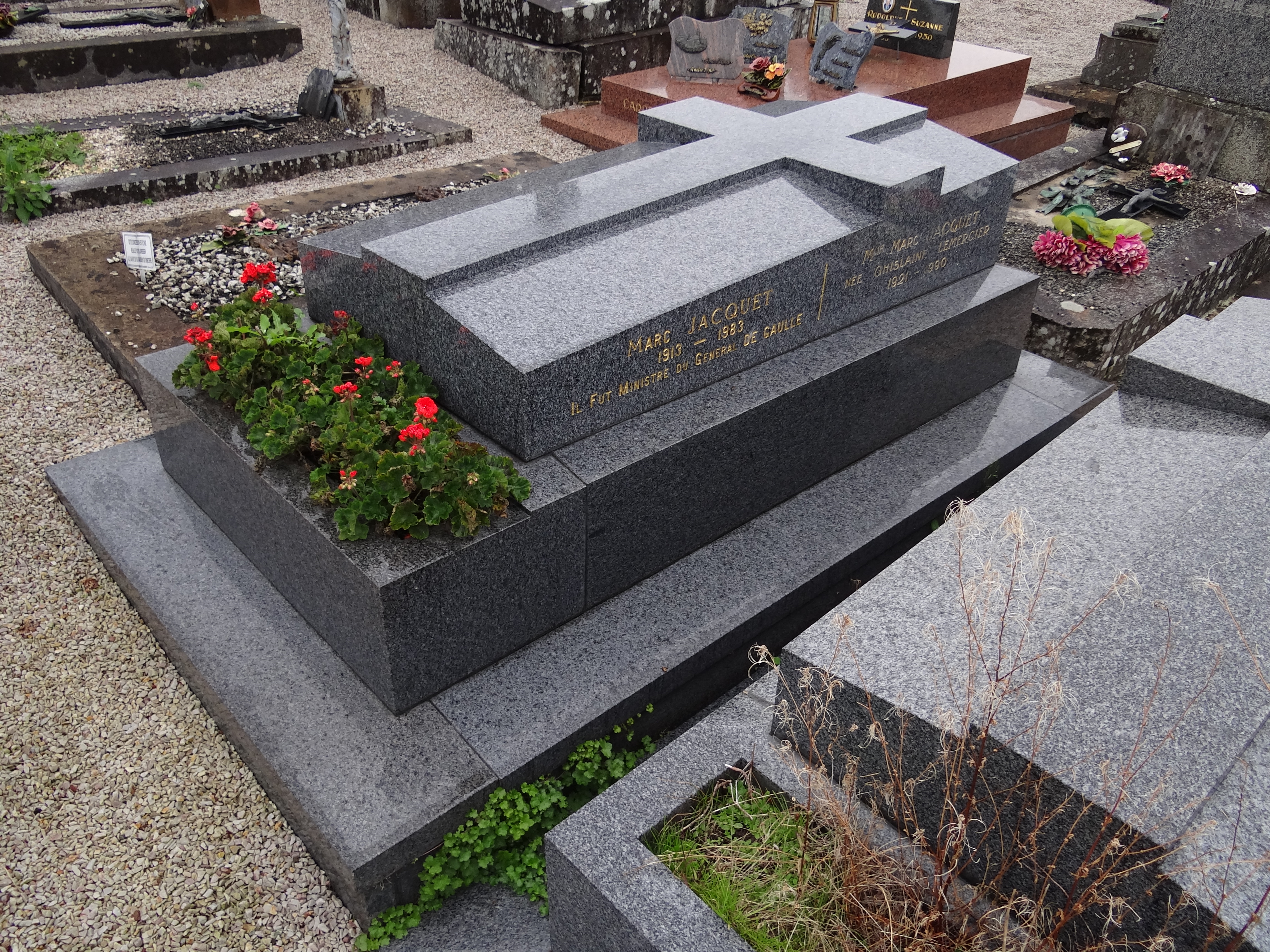
La tombe de Marc Jacquet au cimetière Saint-Benoît de Vire à Vire Normandie (Calvados).

Il est inhumé au cimetière Saint-Benoît à Vire dans le Calvados.

## Fonctions gouvernementales
- secrétaire d'État chargé des Relations avec les États associés des gouvernements Joseph Laniel (du 2 juillet 1953 au 30 mai 1954)
- ministre des Travaux publics et des Transports du gouvernement Georges Pompidou (2) (du 6 décembre 1962 au 8 janvier 1966)

## Pour approfondir